# Burgerlijk Erekruis voor 1813/14 (Oostenrijk)
Het Burgerlijk Erekruis voor 1813/14, (Duits: Zivil-Ehrenkreuz 1813/14) was een Oostenrijkse onderscheiding.

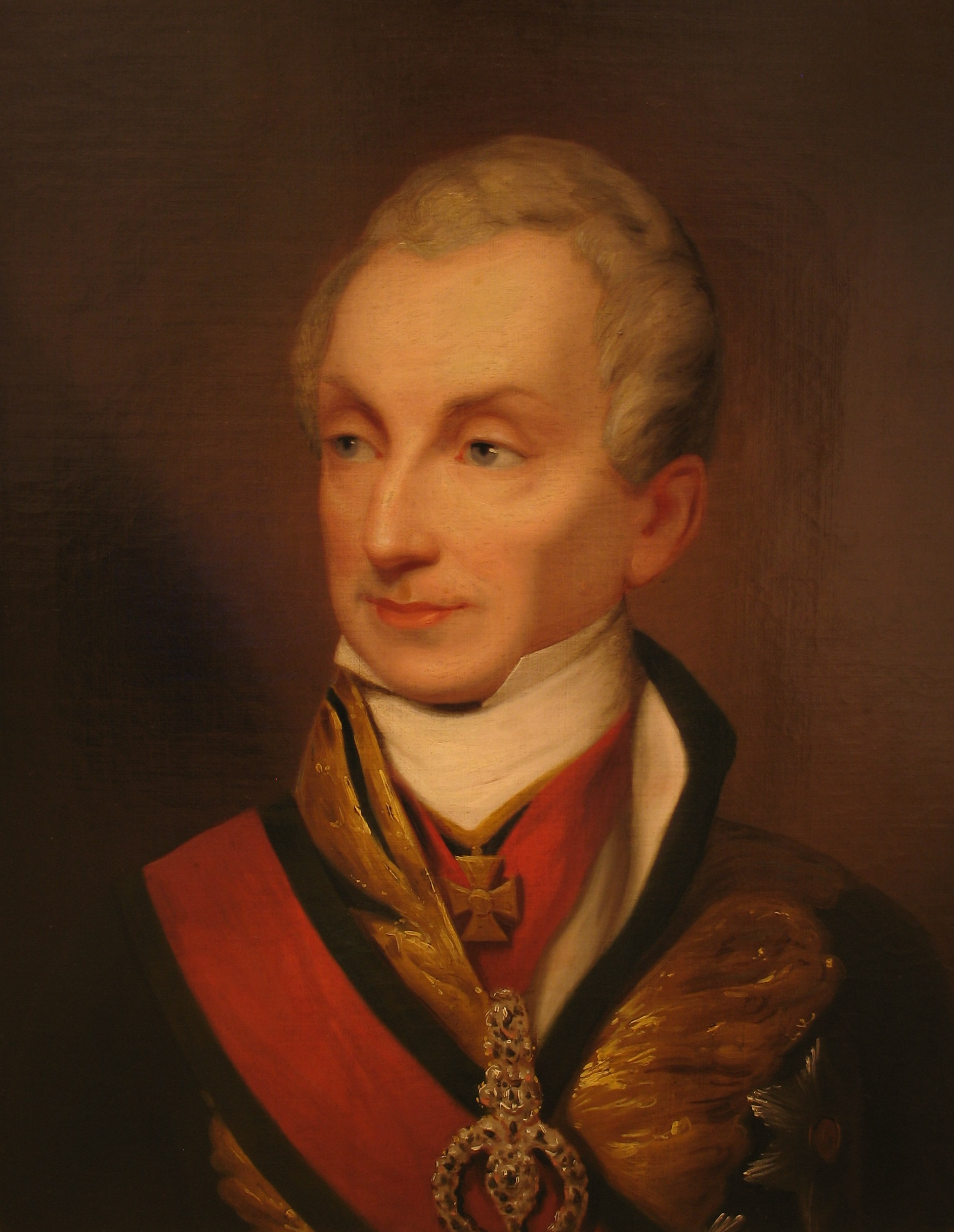
Vorst Metternich met het Burgerlijk Erekruis voor 1813/14 boven zijn Orde van het Gulden Vlies. Het kruis is niet juist weergegeven maar het lint heeft de juiste kleuren.

Het kruis was de civiele evenknie van het Legerkruis voor 1813/14. Daarvan werden binnen het reusachtige Oostenrijkse leger 200.000 exemplaren aan officieren, onderofficieren en soldaten verleend. Deze militaire "kanonnenkruisen" werden uit het brons van veroverd Frans geschut vervaardigd. Van het burgerlijke kruis werden slechts 38 gouden en 149 zilveren kruisen toegekend.
Het militaire kruis werd op 13 mei 1814 door keizer Frans I van Oostenrijk gesticht. Op 31 augustus volgde het burgerlijke kruis dat in een "Kabinetts-Schreiben"werd ingesteld. Bijzonderheden zoals het uiterlijk werden nog niet vastgelegd. Veertien versierselen van het Burgerlijk Erekruis werden op 26 mei 1815 in twee klassen uitgereikt en dienden "ter beloning van burgerlijke verdiensten" in de strijd tegen Napoleon I. Binnen de Oostenrijkse regering was sprake geweest van het instellen van een gemeenschappelijk "Militär und Zivil Ehrenzeichen" naar Pruisisch model waarin met behulp van de kleur van het lint en het toevoegen van lauweren en eikenloof drie klassen en twee afdelingen zouden worden bepaald. Daarvan is het niet gekomen. Keizer Frans II besloot op 13 mei 1814 dat het leger een eigen ereteken zou krijgen dat het karakter van een eenmalig te verlenen herdenkingskruis kreeg.
De kruisen zijn van goud of zilver en hebben de vorm van een zogenaamd "Tatzenkreuz" waarvan de armen naar buiten toe breder worden. Het oppervlak van de kruisen is ruw gehouden en op deze ruwe achtergrond staat in verhoogde letters de tekst " GRATI PRINCEPS ET PATRIA FRANC IMP AUG. Op de keerzijde staat" EUROPAE LIBERTATE ASSERTA MDCCCXIII – MDCCCXIV". Het kruis is 27 of 30 millimeter hoog. Over de exacte grootte wordt getwist.
Het door J. Harnisch ontworpen kruis is vrijwel gelijk aan het militaire erekruis maar de lauwerkrans in de armen van de militaire decoratie ontbreekt. Het zijden lint is geel-zwart-geel waar dat van de militaire onderscheiding zwart-geel-zwart is. Het gebruiken van een lint in spiegelbeeld voor het decoreren van burgers is sindsdien in Duitsland en Oostenrijk gebleven. Men ziet het ook bij het beroemde Pruisische IJzeren Kruis
De onderscheiding werd aan een geel-zwart-geel lint op de linkerborst of in het knoopsgat van een geklede jas gedragen. De traditionele draagwijze van Oostenrijkse onderscheidingen, het driehoekig lint werd pas later populair.
Het gouden kruis weegt 22½ gram en het zilveren kruis weegt 11 gram. Het ontwerp is van de medailleur Johann Harnisch en de kruisen werden in de Munt in Wenen geslagen. Vaak werd later de naam van de decorandus in de rand van de munt gegraveerd.
Omdat het verschil tussen het zeldzame civiele en het in de antiekhandel gemakkelijk verkrijgbare militaire kruis alleen bestaat uit het lint en de lauwerkrans zijn er vervalsingen van het Burgerlijk Erekruis voor 1813/14 in omloop. Het zijn later verzilverde of vergulde militaire kruisen waarvan de lauwerkrans werd afgezaagd of afgevijld. Sommige van de bronzen militaire kruisen werden al in de eerste decennia van de 19e eeuw door de standsbewuste Oostenrijkse officieren aan een juwelier gegeven om ze te vergulden. De officieren droegen niet graag hetzelfde herinneringskruis als hun manschappen.

## Het grootkruis
De Oostenrijkse diplomaat Klemens von Metternich was na een periode als ambassadeur in Parijs inmiddels kanselier van Oostenrijk geworden. Hij had een sleutelrol gespeeld in het smeden en bijeenhouden van de anti-napoleontische coalitie die de Franse legers in 1813 in de Slag bij Dresden en voor de poorten van Parijs had verslagen. Hij ontving op 20 september 1814 een grootkruis van het Burgerlijk Erekruis voor 1813/14. Dit massief gouden kruis van de Bijzondere Klasse was groter dan de Ie of IIe klasse en werd aan een lint om de hals gedragen. De ring die Metternichs gouden kruis aan het lint bevestigd is eenvoudig van vorm en wijkt daarmee af van de met lauweren versierde ring van Prins Schwarzenberg. Het gouden kruis is 54 millimeter breed en hoog. De verblijfplaats van Von Metternichs gouden kruis is onbekend, het kruis is wel op schilderijen en portretten te zien en in het Militärhistorisches Museum in Wenen bewaart men een kopie.
Voor de Oostenrijkse opperbevelhebber generaal-veldmaarschalk Karl Philipp zu Schwarzenberg die ook als opperbevelhebber van de geallieerde troepen had gediend was al op 18 oktober 1814 een bijzonder Legerkruis voor 1813/14 in massief goud, het "Großes Armeekreuz für 1813/14" gesticht. Nu ook vorst Metternich was onderscheiden had de keizer leger en regering op vergelijkbare wijze geëerd.